# Чаковец
Чаковец (на хърватски: Čakovec; на унгарски: Csáktornya) е град в северната част на Хърватия. Административен център и главен град на Междумурската жупания.

## Общи сведения
Чаковец се намира в най-северната част на страната, в поречието на реките Драва и Мура, известно още като Междумурие. Границата със Словения минава на 7 км западно и на 20 км северно от града, а на 20 км източно – границата с Унгария.
Чаковец отстои на 15 км североизточно от Вараждин. През града минава автомобилен път свързващ го с Вараждин и Загреб, както и няколко жп линии към граничните градове на Хърватия, Унгария и Словения. На разстояние 3 км от града има малко летище.
Чаковец е индустриален град с добре развити текстилна, обувна, хранително-вкусова и химическа промишленост, металообработка и полиграфия.

## История
Страбон отбелязва, че на това място в древността се намира укрепеният римски военен лагер Акуама. За първи път със сегашното си име градът се споменава през 1328 г. Названието му произлиза от името на унгарския благородник Чак Хахот (Csák Hahót), на служба при крал Бела IV, който за да защити владенията си в Междумурието построява няколко укрепления, едно от които е дървена кула в днешното селище Чаковец. Според друга версия името идва вероятно от негов потомък Димитри Чаки живял през същия XIII в.
Между 1350 и 1397 г. градът и околностите му са притежание на знатния хърватски род Лацкович. Периодът на най-голям икономически и културен възход за града започва от 1547 г., когато Никола Шубич Зрински, представител на друг прочут хърватски род, става собственик на тези земи. Замъкът Чаковец с прилежащия му град, владение на рода Зрински от XIV до XVIII в., днес е известен като Стария град Зрински (Stari grad Zrinskih).
През 1738 г. Чаковец е опустошен от силно земетресение, а през 1741 г. пострадва от голям пожар.
След Първата световна война заедно с цяла Хърватия влиза в състава на Кралството на сърби, хървати и словенци, между 1941 и 1945 г. е окупиран от унгарската армия, а след Втората световна война е в състава на Югославия. От 1991 г. е част от независима Хърватия.

## Население
При преброяването от 2001 г. населението на града наброява 15 790 жители, а на цялата община 30 455 души, от които 93,37 % са хървати.